# The Law of the Land
The Law of the Land is een Amerikaanse dramafilm uit 1917 onder regie van Maurice Tourneur. Het scenario is gebaseerd op het gelijknamige toneelstuk uit 1914 van de Brits-Amerikaanse auteur George Broadhurst. Destijds werd de film in Nederland uitgebracht onder de titel Als men liefde dwingt. De film is wellicht zoekgeraakt.

## Verhaal
Om haar arme moeder uit de nood te helpen trouwt Margaret met de onbehouwen bruut Richard Harding. Haar jonge zoontje is het enige lichtpunt in haar verder uitzichtloze leven. Wanneer hij het onschuldige kind tekeer wil gaan met een roede, schiet Margaret haar man neer. Rechercheur Brockland vermoedt dat Margaret schuldig is en hij is van plan om de wet toe te passen. Als hij de beweegredenen van Margaret verneemt, ziet hij de misdaad door de vingers.

## Rolverdeling
| Acteur           | Personage            |
| ---------------- | -------------------- |
| Olga Petrova     | Margaret Harding     |
| Wyndham Standing | Richard Harding      |
| Mahlon Hamilton  | George Morton        |
| J.D. Haragan     | Brockland            |
| Robert Vivian    | Chetwood             |
| Riley Hatch      | Rechercheur Cochrane |
| William Conklin  |                      |